# Juno Beach
Juno Beach var en af de fem landgangsstrande ved den allierede invasion af Normandiet, D-Dag under Anden verdenskrig. Stranden var placeret imellem Sword Beach og Gold Beach. Stranden blev også kaldt "den canadiske strand", da den blev tildelt 3rd Canadian Infantry Division (med 2nd Canadian Armoured Brigade). Juno Beach strækker fra Saint-Aubin-sur-Mer fra øst til Courseulles-sur-Mer til vesten. Begge enheder blev placeret under British I Corps til den indledende invasion, og kom ikke under canadisk overkommando før i juli 1944 og oprettelsen af II Canadian Corps med hovedkvarter i Normandiet. Juno var den eneste landgang, hvor alle opgaver blev udført som planlagt.